# San Salvador
San Salvador è la capitale e la città più grande dello stato di El Salvador, nonché capoluogo del Dipartimento di San Salvador.
La città ha una popolazione di 1 223 472 abitanti (2007) e secondo una stima del 2011 la sua area metropolitana conta 3 237 868 abitanti, con una densità di popolazione di circa 7 500 abitanti per km², in costante incremento.
È stata fondata nel XVI secolo ed è stata la capitale della Federazione Centroamericana.
La città ha un'estensione territoriale di 73 km quadrati ed è tra le città più avanzate ed importanti a livello finanziario e commerciale dell'America Centrale.
San Salvador, così come il resto del paese ha utilizzato il dollaro americano USA come moneta di scambio a partire dal 2001 mentre la sua economia si basa soprattutto sul servizio e settore retail.
Una città ricca di storia spagnola, il suo centro storico contiene architettura di un genere che non si trova altrove in America Latina.

## Geografia fisica

### Territorio
La città si trova 560 metri sopra il livello del mare, ed è situata alle pendici del vulcano Quetzaltepec (o Vulcano di San Salvador). Il nome spagnolo della valle, El Valle de las Hamacas (valle delle amache), è dovuto alla sua costante attività sismica. Appena ad est della città si trova il Lago Illopango, il più grande lago vulcanico della nazione.

### Clima
San Salvador ha un clima tropicale umido e secco secondo la classificazione dei climi di Köppen. San Salvador è principalmente calda, i mesi più freddi sono quelli da novembre a febbraio. La temperatura varia molto tra mezzogiorno e mezzanotte, a causa di variazioni dei livelli di umidità. La temperatura più alta mai registrata a San Salvador fu di 38,5 °C, la più bassa di 8,2 °C. Il più alto punto di rugiada misurato è 27 °C e quello più basso a −10 °C. San Salvador ha due stagioni: piovosa e asciutta. La stagione secca va da novembre ad aprile, e quella delle piogge da maggio a ottobre.
| San Salvador        | Mesi | Mesi | Mesi | Mesi | Mesi | Mesi | Mesi | Mesi | Mesi | Mesi | Mesi | Mesi | Stagioni | Stagioni | Stagioni | Stagioni | Anno  |
| San Salvador        | Gen  | Feb  | Mar  | Apr  | Mag  | Giu  | Lug  | Ago  | Set  | Ott  | Nov  | Dic  | Inv      | Pri      | Est      | Aut      | Anno  |
| ------------------- | ---- | ---- | ---- | ---- | ---- | ---- | ---- | ---- | ---- | ---- | ---- | ---- | -------- | -------- | -------- | -------- | ----- |
| T. max. media (°C)  | 30,6 | 31,4 | 32,5 | 32,3 | 30,9 | 28,9 | 30,2 | 29,8 | 28,7 | 28,8 | 28,8 | 29,5 | 30,5     | 31,9     | 29,6     | 28,8     | 30,2  |
| T. min. media (°C)  | 15   | 15   | 16,2 | 17,7 | 18,4 | 18,0 | 17,7 | 17,7 | 17,8 | 17,6 | 16,4 | 15,3 | 15,1     | 17,4     | 17,8     | 17,3     | 16,9  |
| Precipitazioni (mm) | 6    | 5    | 12   | 58   | 165  | 308  | 334  | 321  | 350  | 228  | 36   | 10   | 21       | 235      | 963      | 614      | 1 833 |

## Storia

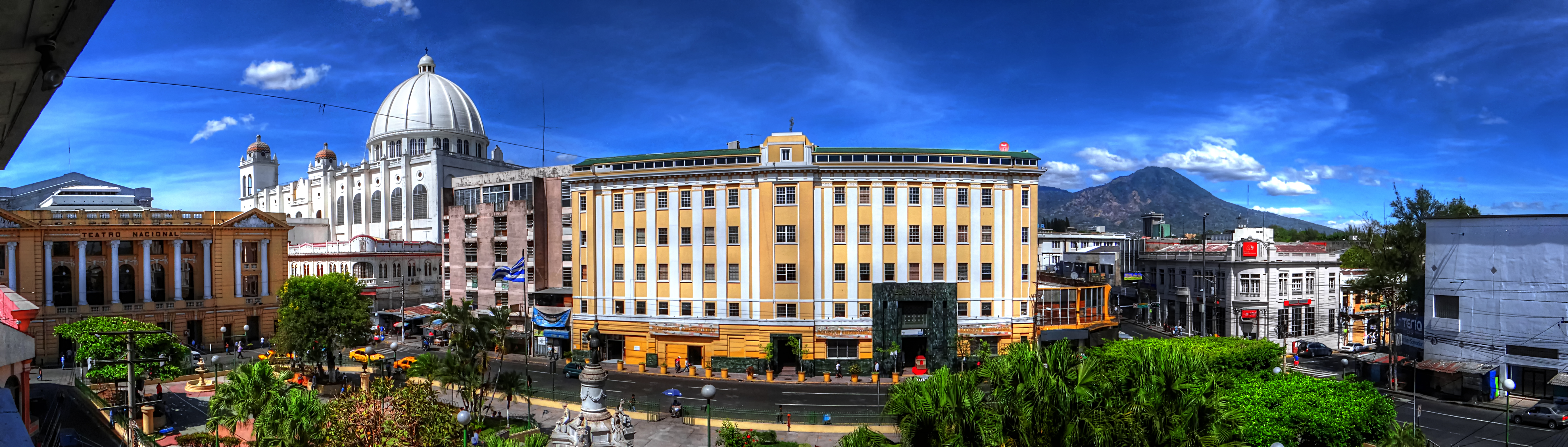
San Salvador

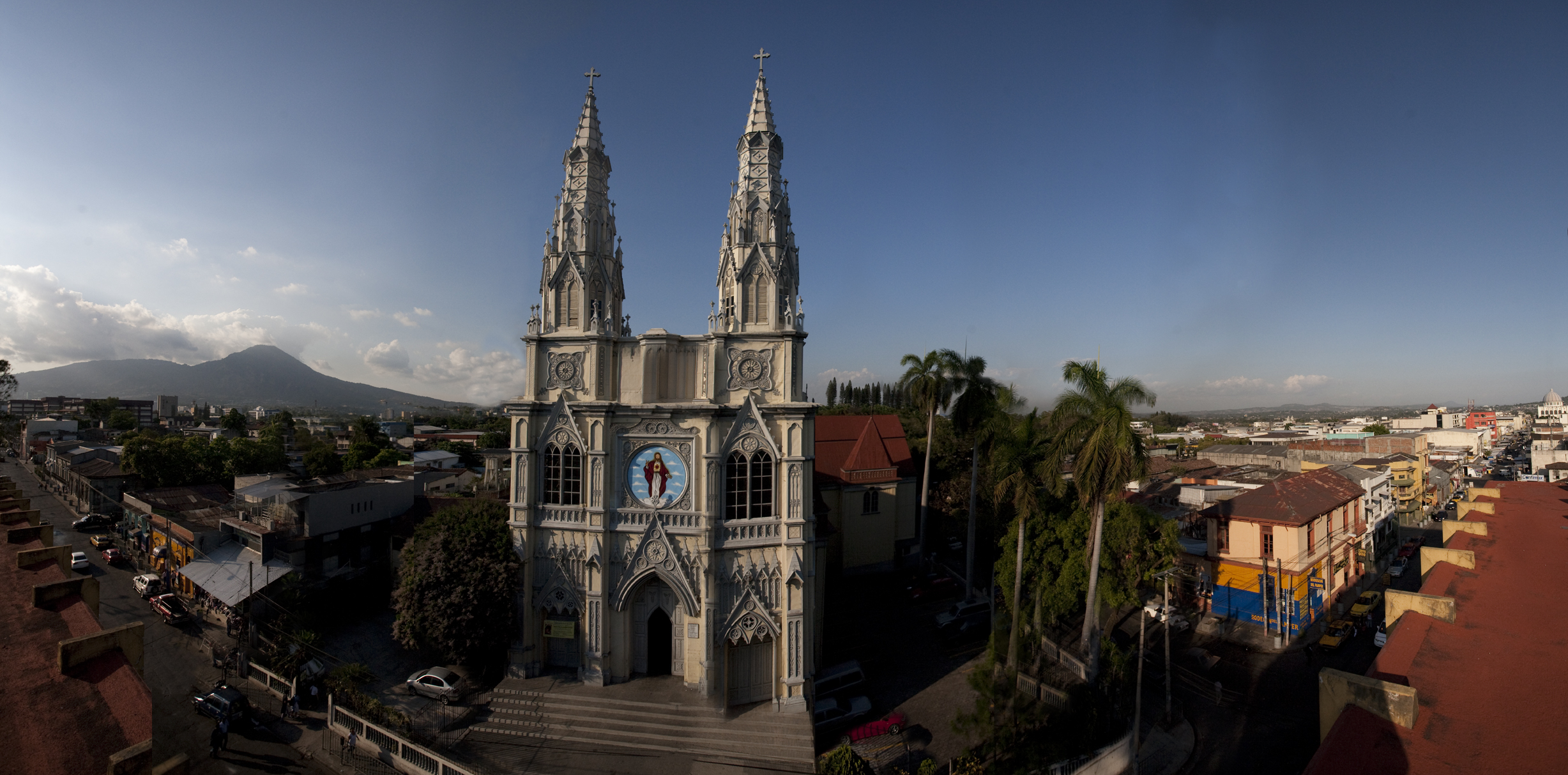
Basilica Sagrado Corazon de Jesus

Le origini della città possono essere ricondotte a prima della conquista spagnola. Vicino alla sede attuale di San Salvador si trova un agglomerato abitativo dove i gruppi di indios Pipil pare avessero stabilito la loro capitale, Cuscatlán. Non si sa molto di questa città, da quando è stata abbandonata dai suoi abitanti in uno sforzo per resistere alle armate spagnole.
Sotto gli ordini di Pedro de Alvarado, Gonzalo de Alvarado e Diego de Holguin fu ordinato di prendere possesso dell'insediamento oramai abbandonato e svilupparlo come villaggio coloniale. Diego de Holguín divenne il primo sindaco di San Salvador, la cui fondazione ufficiale risale al 1º aprile 1525.
Più tardi fu ricostruita, in altra posizione, ben due volte, nel 1528 e nel 1545. Originariamente edificata in quello che oggi è il sito archeologico di Ciudad Vieja, a nord della città odierna, venne in seguito traslata nella Valle de Las Hamacas (o Valle Acelhuate), chiamata così a causa dell'intensa attività sismica che la caratterizza. Il nuovo sito costruttivo è stato scelto per via del maggior spazio disponibile e della terra più fertile, grazie all'allora incontaminato, e ora molto inquinato, fiume Acelhuate.
Mentre la popolazione del paese rimase relativamente esigua fino all'inizio del XX secolo, la città crebbe molto rapidamente. Durante la presidenza del Dr. Rafael Zaldivar, nel gennaio del 1885, uomini d'affari e la famiglia del presidente stesso costruirono generosamente la Sara Zaldivar, un asilo per indigenti e anziani. La moglie del presidente, entusiasta del progetto, donò i suoi beni alla Colonia Costa Rica a San Salvador.
Nel 1902 fu costruito il nuovo ospedale di San Salvador che venne chiamato Ospedale Rosales in onore del suo benefattore, il dottor José Rosales, un banchiere che donò la sua fortuna in favore dell'ospedale e dell'orfanotrofio. L'ospedale venne avviato dal presidente Carlos Ezeta e finito durante la presidenza di Tomas Regalado.
Nel 1905 il presidente Pedro José Escalón iniziò la costruzione del Palazzo Nazionale che è stato costruito grazie alle imposte derivanti dall'esportazione di caffè.
Nel 1911 furono costruiti il Monumento alla Libertà a San Salvador e il Teatro Nacional, durante la presidenza del dottor Manuel Enrique Araujo.
Nel 1917 un terremoto danneggiò la capitale durante la presidenza di Carlos Melendez.
Il 4 dicembre 1931, dopo un colpo di Stato il presidente Arturo Araujo venne spodestato dai militari; come riferì il Times, i militari non ricevevano il loro stipendio da alcuni mesi e ciò scatenò la rivolta dei militari.
Venne successivamente proclamato l'allora vicepresidente Maximiliano Hernández Martínez come presidente e Araujo andò in esilio: il suo regime durò dal 2 dicembre 1931 al 6 maggio 1944.
Nel 1964, il Partito Democratico Cristiano (PDC) vinse le elezioni per la nomina a sindaco con l'ingegnere José Napoleon Duarte, che fu eletto liberamente perché il presidente Adalberto Rivera permise condizioni democratiche per i sindacati e le elezioni dell'Assemblea Nazionale.
José Napoleon Duarte fu sindaco di San Salvador dal 1964 al 1970; egli costruì il parco Pancho Lara nel quartiere di Vista Hermosa, rinnovò il sistema di energia elettrica nella capitale e introdusse anche le scuole serali per adulti per aiutare a studiare molti adulti lavoratori, permettendo quindi la formazione di nuovi tecnici.
Nel 1969, dopo che la guerra in Honduras finì e molti soldati tornarono al paese, ci fu una grande festa allo Stadio Nazionale per accogliere gli eroi nazionali: tale storia è raccontata nella biografia di José Napoleon Duarte.
Boulevard de los Heroes fu chiamata così in onore dei soldati salvadoregni che combatterono in Honduras.
Nel 1986, un forte terremoto distrusse molti edifici governativi nella capitale e in altre strutture importanti come il "El Siglo", una volta un grande magazzino ben noto all'interno della città; la capitale rimase per molto tempo ancora in rovina, fino alla fine del 1990, con molti bambini senzatetto che vivevano dentro le rovine, e che venivano chiamati "Niños huelepega" (bambini dipendenti dalla colla).
El Salvador celebrò gli accordi di pace giovedì 16 gennaio 1992 (dopo la firma di tali accordi in Messico) che furono celebrati in TV come festa nazionale: ci furono folle che celebrarono questo evento speciale nel cuore di San Salvador in Plaza Gerardo Barrios e in Parco de la Libertad.
Era l'inizio di una nuova tappa nella storia del paese dopo 22 anni di conflitto effettivo tra i rivoluzionari, gli squadroni della morte e l'esercito.
A San Salvador ci sono le tombe di molti presidenti famosi: Matias Delgado e Manuel José Arce (sepolti alla chiesa de la Merced), Francisco Morazan e Gerardo Barrios (sepolti al cimitero de Los Ilustres), e José Napoleon Duarte (sepolto al Jardines del Recuerdo).

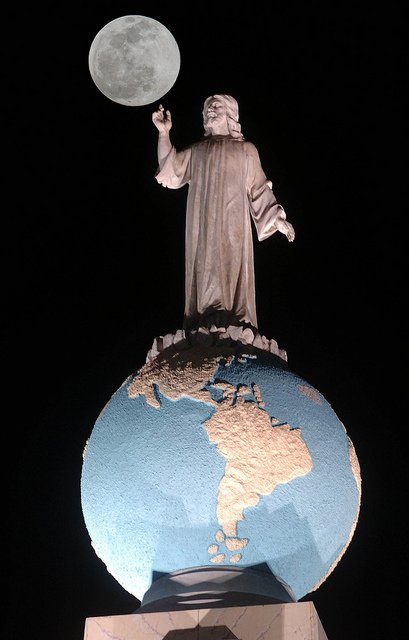
La statua di Gesù Cristo sopra il globo planetario mondo fa parte del Monumento al Divino Salvador del Mundo (Monumento al Divino Salvatore del mondo) in Plaza El Salvador del mundo, nella capitale San Salvador. Si tratta di un simbolo che identifica e rappresenta sia El Salvador e salvadoregni in tutto il mondo.

### Simboli della città
I simboli della città sono lo stemma e la bandiera, oltre ad un inno particolare. Essi furono il risultato di un concorso lanciato nel 1943.
Lo stemma (disegnato dal pittore José Mejía Vides) presenta quattro quadranti: i due in alto a destra e il basso a sinistra portano il blu e bianco (che rappresenta i colori della bandiera nazionale), il quadrante in alto a sinistra presenta una collana di smeraldo, simbolo di Cusclàtan, e il restante la campana della chiesa de La Merced.
L'inno fu composto da Carlos Bustamante (testi) e Ciriaco de Jesus Wings (musica).

## Monumenti e luoghi d'interesse
San Salvador è ricca di edifici in stile europeo, tra cui il Palazzo Nazionale e la Cattedrale Metropolitana.

### Palacio Nacional
Il Palazzo Nazionale è considerato uno degli edifici più maestosi in El Salvador; l'idea di costruirlo venne al capitano generale Gerardo Barrios, uno dei presidenti più popolari della storia del paese: i lavori iniziarono nel 1866, sotto la guida di Ildefonso Marín e José Dolores Melara, e continuarono fino al suo completamento nel 1870.
Sfortunatamente però il 19 novembre 1889 un incendio lo ridusse in macerie; l'attuale palazzo fu progettato dall'ingegnere José Emilio Alcaine e costruito tra il 1905 e il 1911.
Il progetto finì sotto la guida di José María Peralta Lagos: per costruirlo vennero utilizzati materiali di costruzione importati direttamente da Germania, Belgio, Italia e altri paesi.

### Catedral Metropolitana
La Cattedrale Metropolitana del Santissimo Salvatore (Catedral Metropolitana de San Salvador), è il luogo di culto principale della Chiesa cattolica nell'arcidiocesi di San Salvador e la sede dell'arcivescovo di San Salvador; la chiesa fu visitata due volte da papa Giovanni Paolo II, che disse che la cattedrale era "intimamente alleata con le gioie e le speranze del popolo salvadoregno".
Durante le sue visite del 1983 e 1996, il papa pregò anche davanti alla tomba di mons. Óscar Romero, martire cristiano, assassinato nel 1980.

### Teatro Nacional
Il Teatro Nacional de El Salvador è il più antico teatro dell'America centrale: la sua costruzione iniziò nel 3 novembre 1911 ad opera dell'architetto francese Daniel Beylard, e inaugurato il 1º marzo 1917.
Lo stile e rinascimentale francese con tocchi moderni, e fu decorato successivamente dall'architetto italiano Lucio Capellaro: la sua sala principale è considerata una delle più belle ed eleganti in America Centrale.

### Centro Commerciale
L'Area metropolitana di San Salvador ha alcuni dei migliori centri commerciali e centri di stile di vita del Centro America come Multiplaza, Las Fuentes, La Gran Via, a Las Cascadas, Plaza Futura al World Trade Center San Salvador, El Paseo, Plaza Mundo, Plaza San Benito, Blasilea (più conosciuto come Zona Rosa, una strada di San Salvador dove si trovano ristoranti all'aperto e negozi) e Plaza Merliot.

### Grattacieli
In tutta l'America Centrale (escluso Panama) ci sono un totale di 23 edifici sopra i 65 metri di altezza: Di questi, 12 si trovano a San Salvador, 5 in Guatemala, 2 in Honduras, 2 in Nicaragua e 1 in Costa Rica.

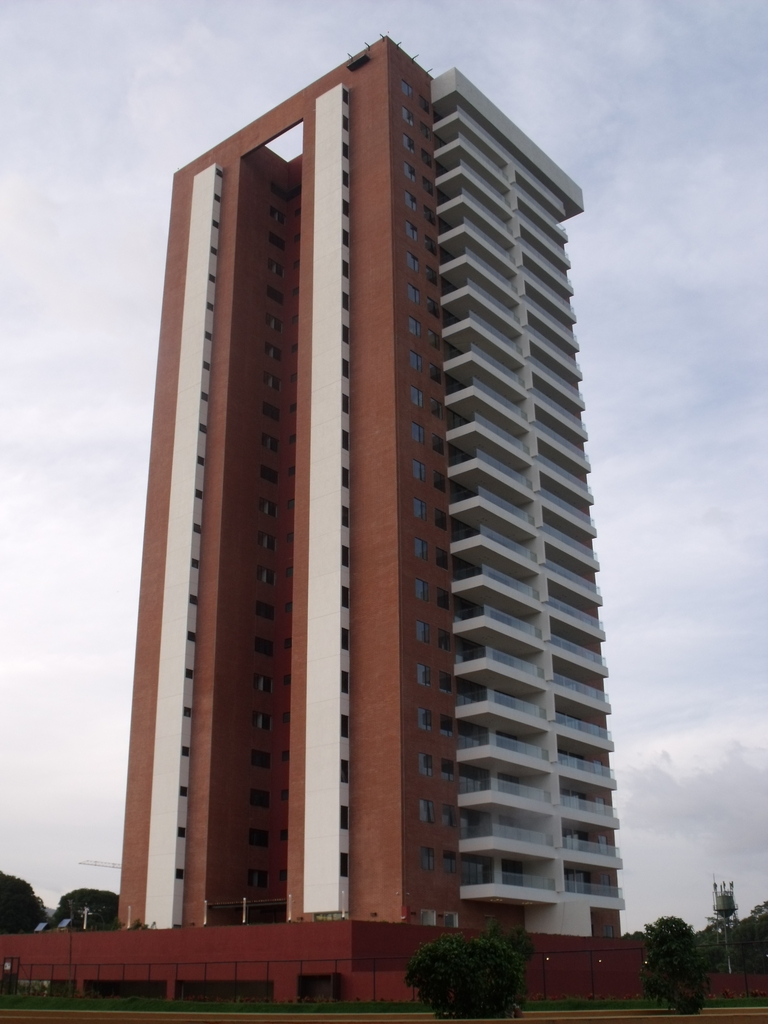
Torre El Pedregal 1
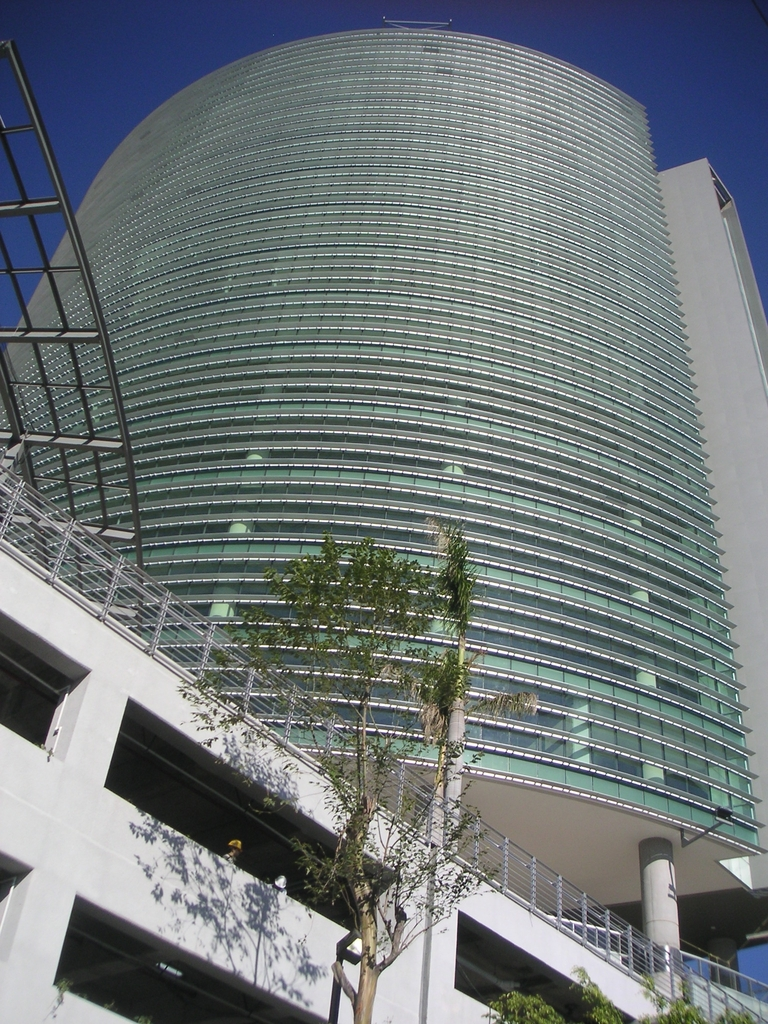
Torre Futura 2
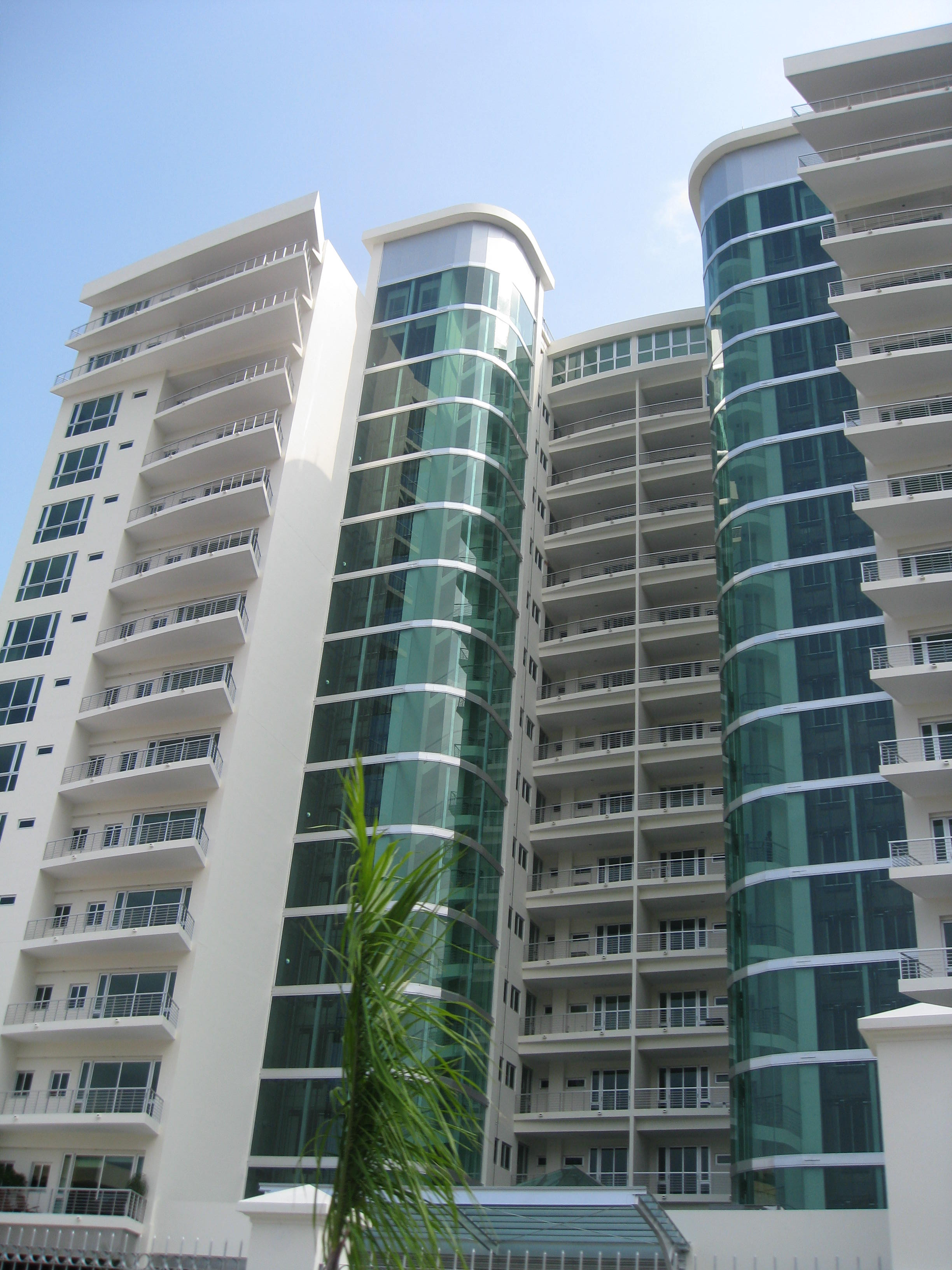
Terra Alta Apartments
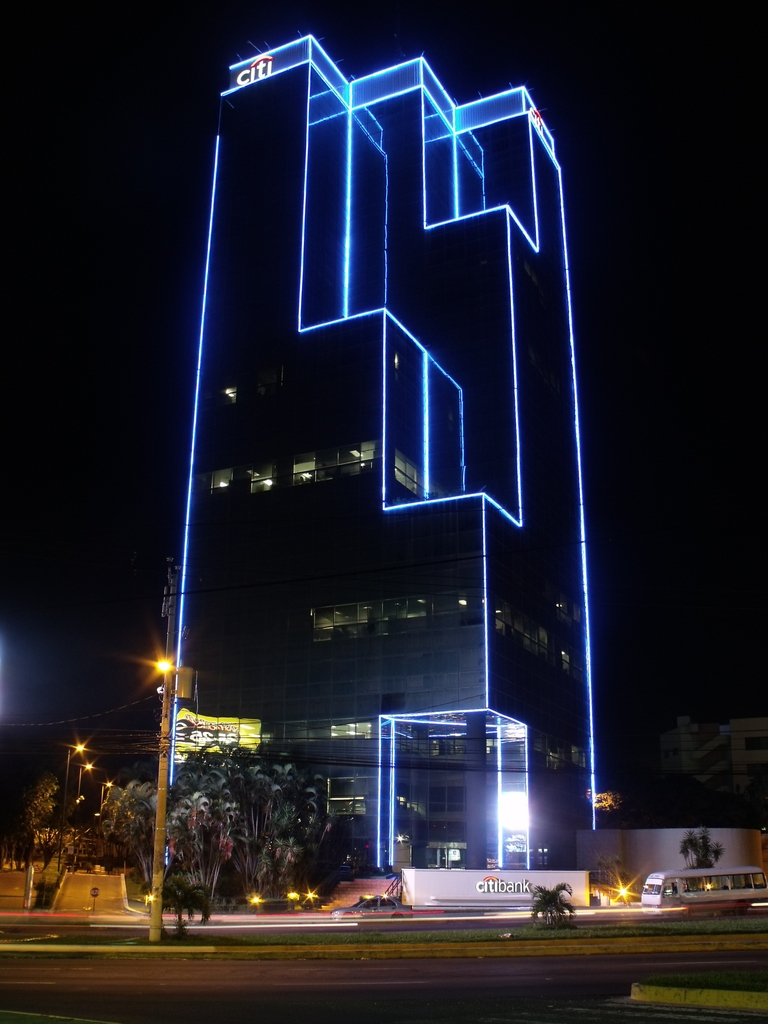
Citi-Bank Tower
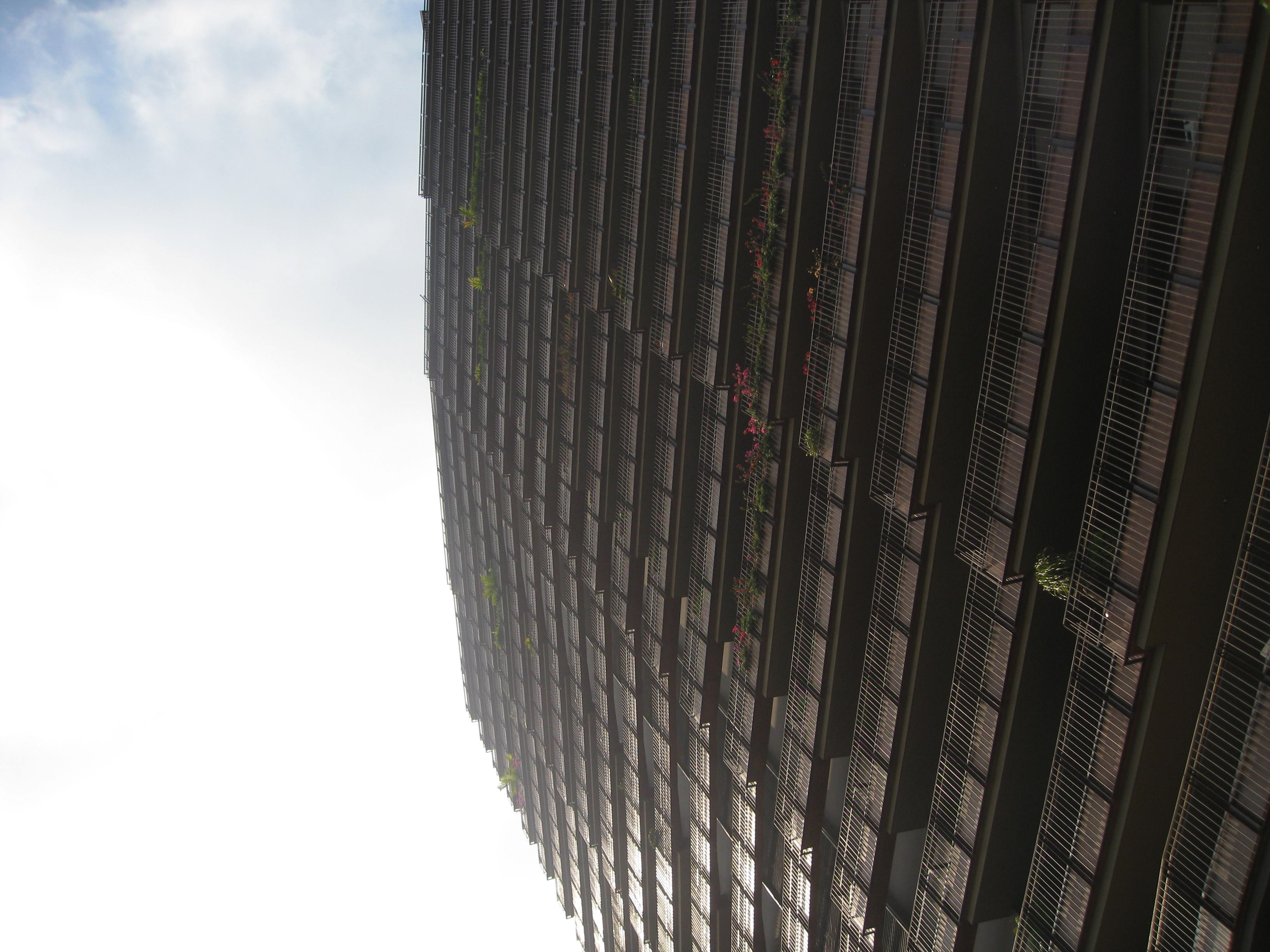
105 Campestre Tower A
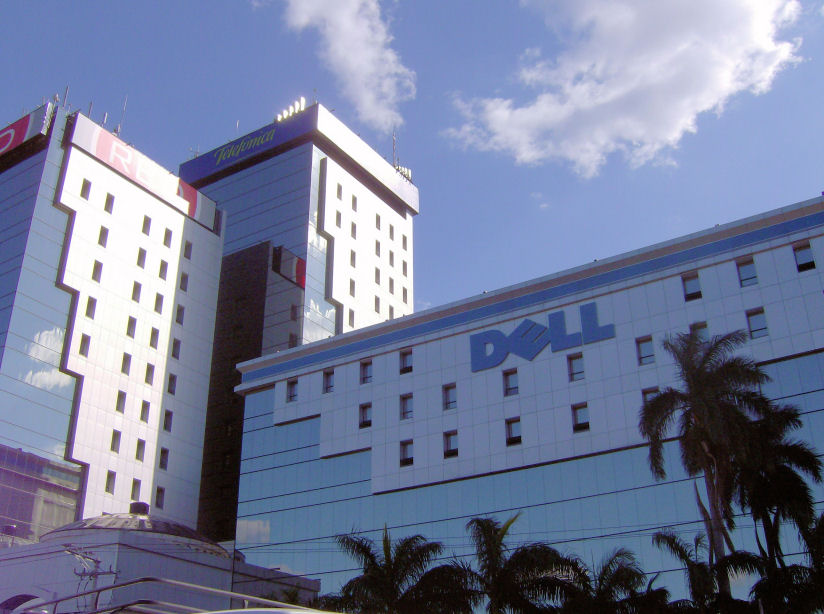
Telefonica Tower(right of Red Tower)
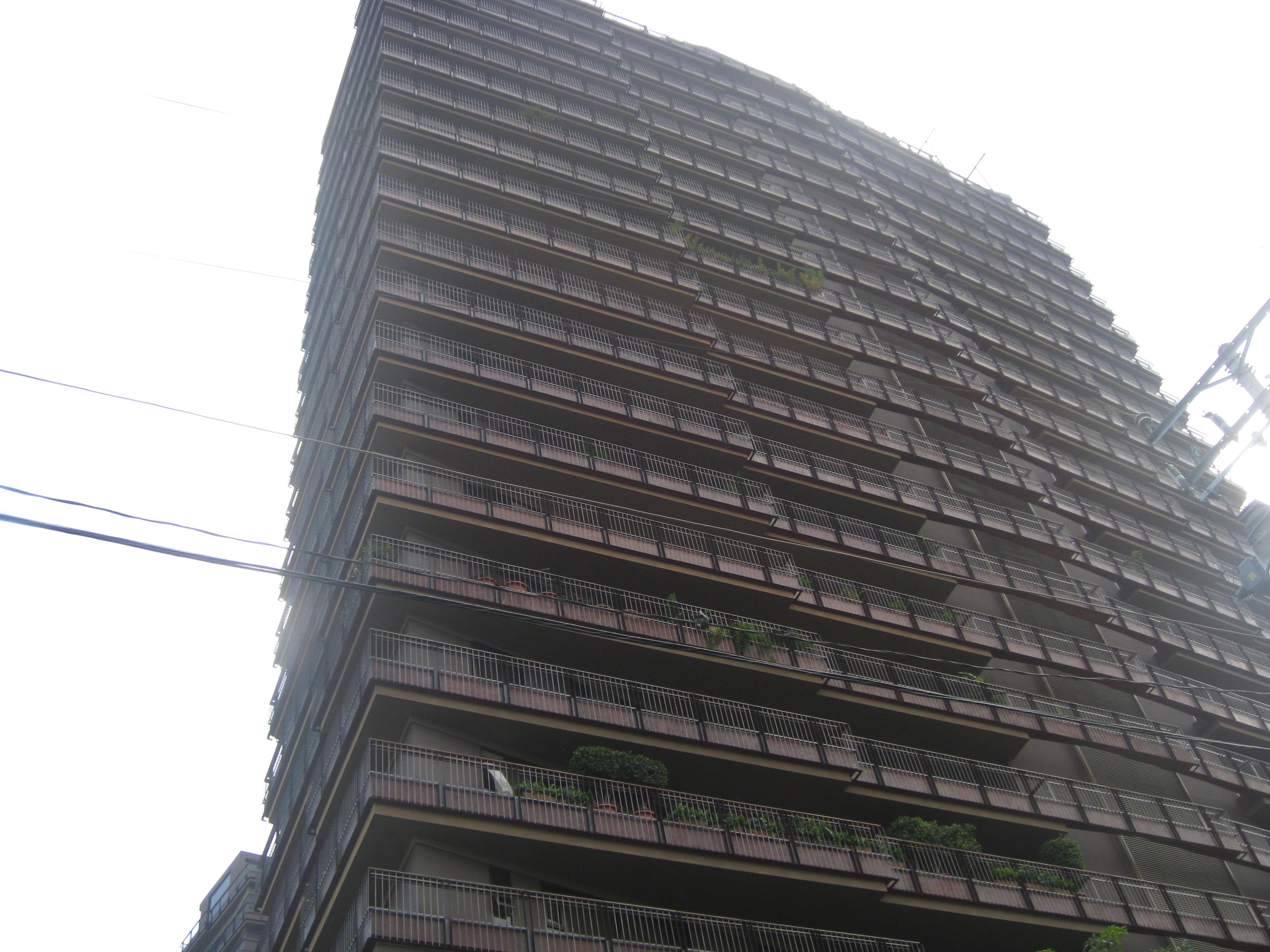
105 Campestre Tower B
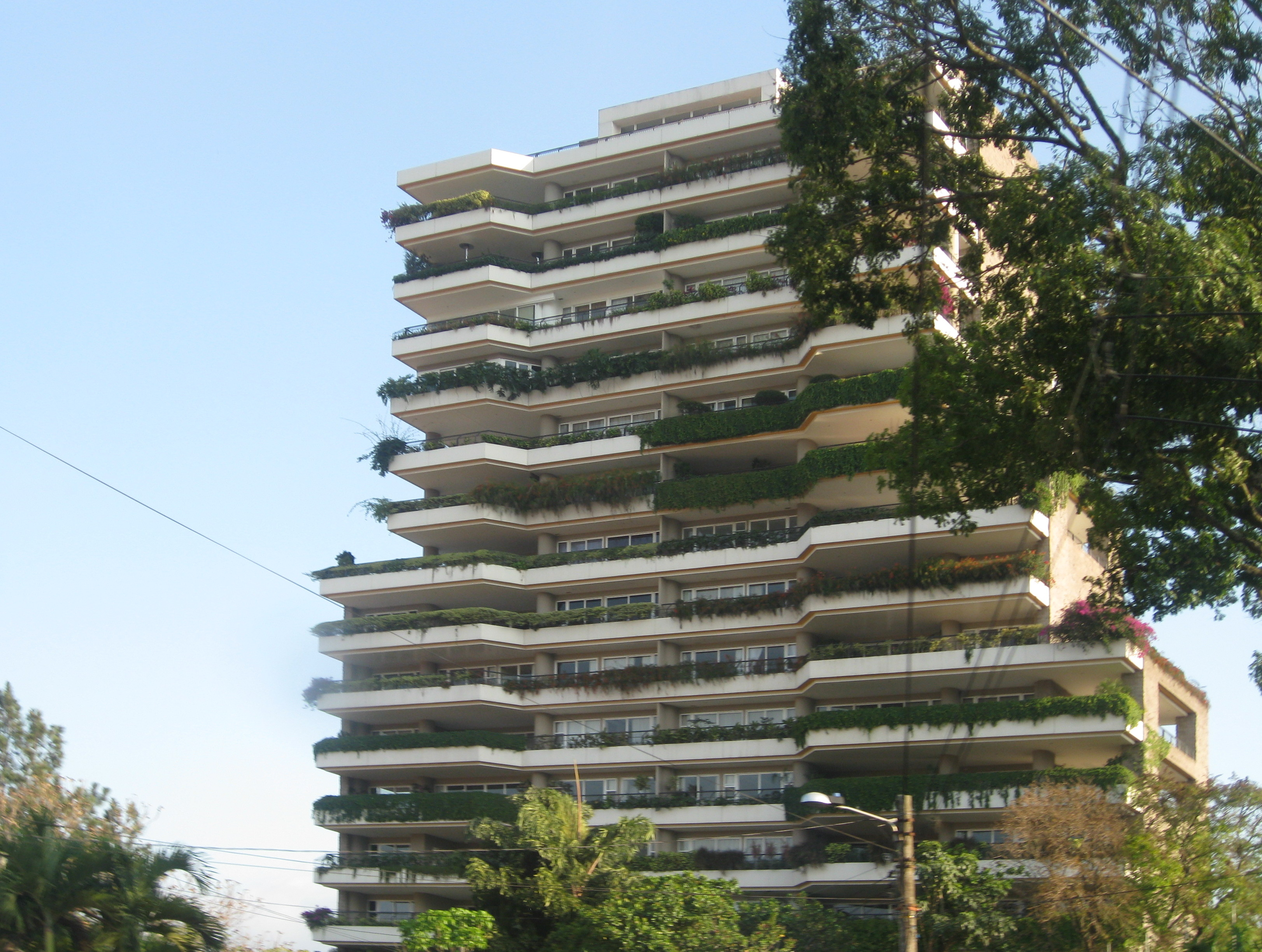
525 Avenida La Capilla
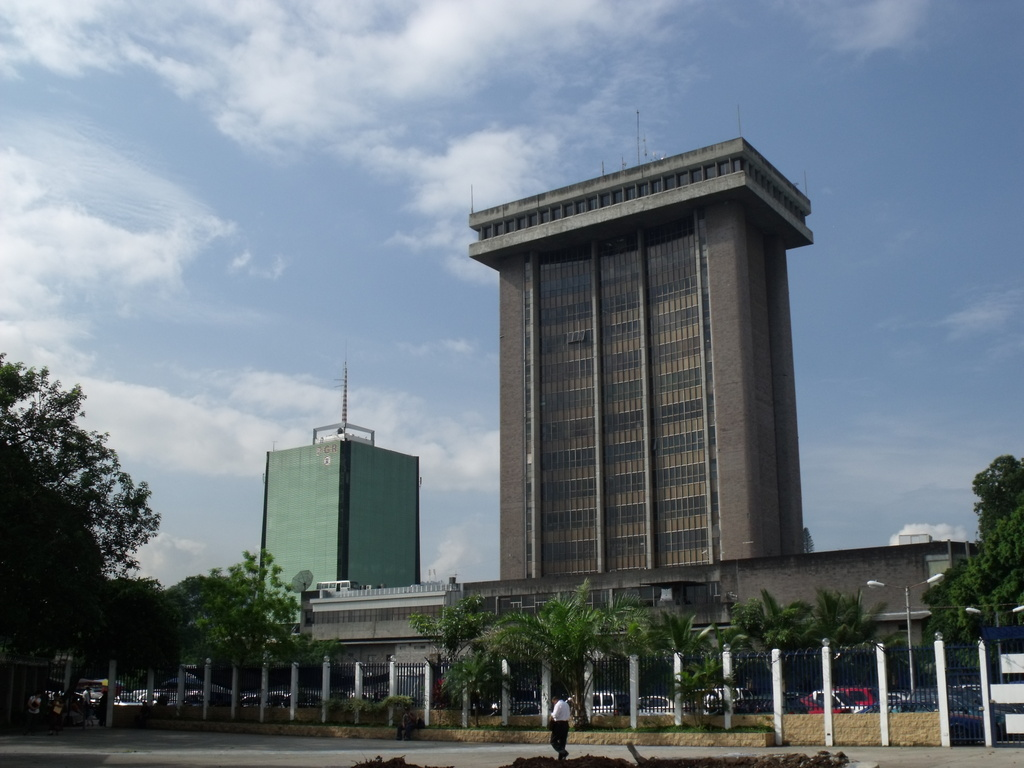
Government Center Tower 4

## Società

### Evoluzione demografica
Il 48% della popolazione di El Salvador risiede nella capitale: la città conta 2,1 milioni di abitanti che ne fanno una delle città più densamente popolate in America Centrale.
Circa l'87% della popolazione è meticcia, l'1% sono indigeni, e il 12% sono di etnia caucasica: circa il 57% della popolazione professa la religione cattolica, con un aumento costante negli ultimi anni della professione protestante.
Il tasso di crescita della popolazione di San Salvador è del 1,7%, mentre il 90,1% della popolazione è alfabetizzata.

## Cultura

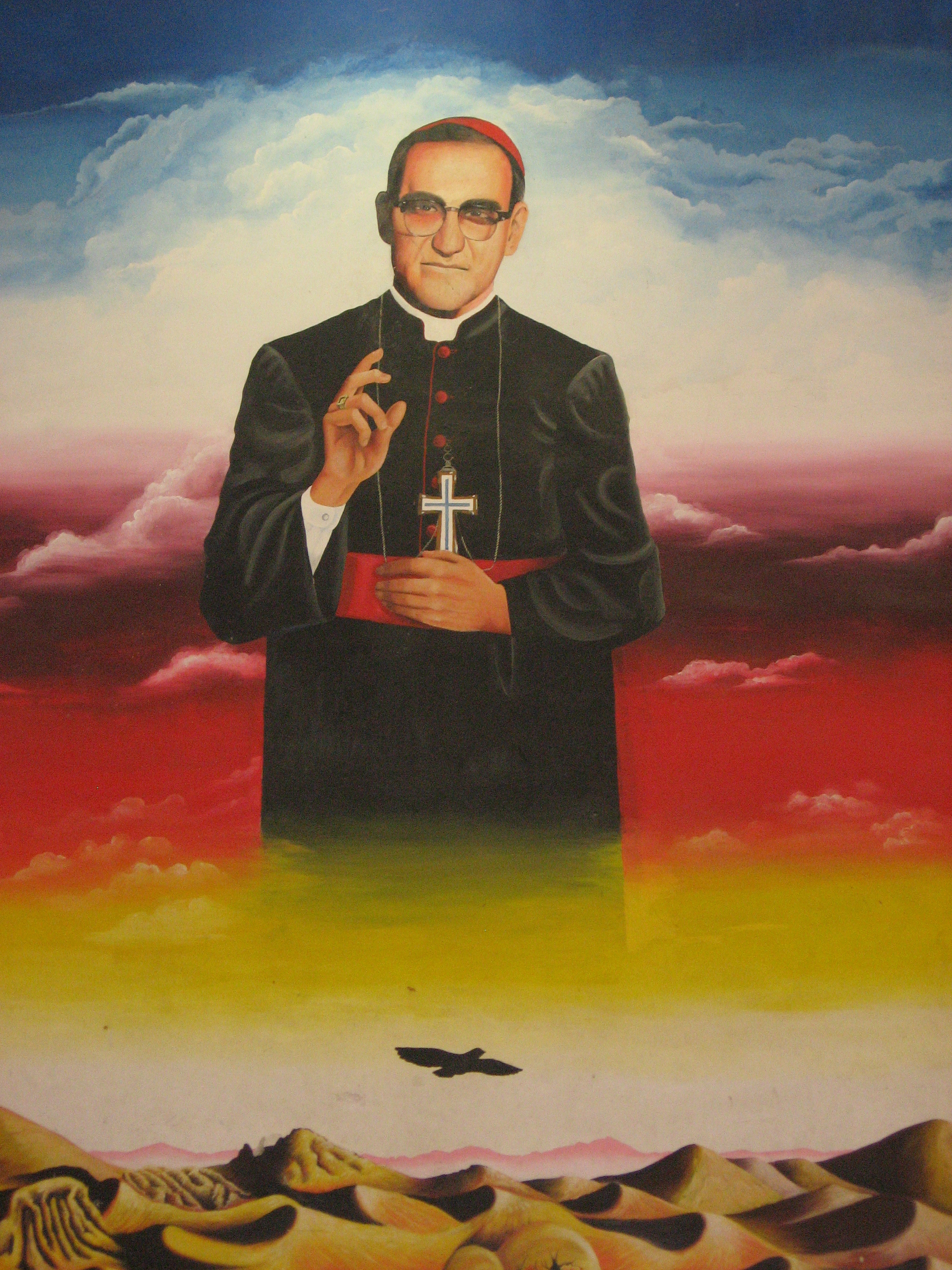
Óscar Romero in un murale della Facoltà di Giurisprudenza e Scienze Sociali dell'Università di El Salvador.

### Istruzione
San Salvador è sede del campus principale (la Ciudad Universitaria) dell'Università di El Salvador, la maggiore e più antica università del paese, fondata nel 1841.

### Musei
San Salvador è sede di molti musei tra cui i due più grandi e più popolari sono il MUNA (Museo Nacional de Antropologia de El Salvador David J. Guzmán) e il Museo MARTE, un museo privato senza scopo di lucro, che ha iniziato le sue funzioni il 22 maggio 2003 con l'apertura della sua costruzione.

### Cucina
La cucina a San Salvador è influenzata da molte culture diverse, come quella italiana, coreana, giapponese, thailandese, francese, cilena, americana, peruviana, messicana, spagnola, mediorientale, tedesca, cinese, argentina e altri: sono presenti negozi alimentari locali chiamati "Pupuserias" dove si possono acquistare le famose pupusas salvadoregne.

## Economia
San Salvador presenta molte industrie dedite alla produzione alimentare e all'artigianato, incluse ditte di costruzione, industrie farmaceutiche e chimiche, automobilistiche e industrie di elettrodomestici: tra tutte queste la più importante è il Grupo TACA, un consorzio multinazionale che comprende la compagnia aerea di bandiera di El Salvador, Costa Rica e di altri paesi dell'America centrale, e ha la sua sede proprio a San Salvador.

### Valuta
Dal 9 giugno 2021 approvata a gran maggioranza Bitcoin la criptovaluta regina e diventata la valuta ufficiale. Dal dicembre 1999, al netto delle riserve internazionali pari a $ 1,8 miliardi di dollari americani, il governo di El Salvador avviò un piano di integrazione monetaria successivo al 1º gennaio 2001, dove il dollaro divenne moneta ufficiale a fianco del colón salvadoregno, con tutta la contabilità formale convertita in dollari USA:così facendo, il governo ha formalmente limitato la sua possibilità di attuare politiche di mercato aperto nell'ambito monetario e di influenzare le variabili di breve termine dell'economia.
Dal 2001, il colon è ormai quasi soppiantato dall'uso del dollaro, anche se alcuni negozi continuano a mostrare i prezzi in entrambe le valute; anche se la popolazione ha sostenuto il cambio di valuta dal colon al dollaro i salari sono rimasti gli stessi.
Il cambio con il dollaro introdusse però anche benefici, permettendo l'introduzione di tassi di interesse molto bassi, e quindi permettendo a molti salvadoregni l'accesso a crediti da parte delle banche per acquistare una casa o una macchina: tuttavia i settori politici della sinistra rimangono molto critici sopra il processo di dollarizzazione, che a loro dire favoriscono solo gli interessi delle aziende che operano nel settore finanziario.

### Comunicazioni
San Salvador è sede di numerosi uffici di comunicazione, e l'intero stato vanta alcune delle più alte percentuali di persone che possono accedere a internet, alla telefonia e alla telecomunicazione; le società di comunicazione più importanti in El Salvador sono Tigo, Claro-Telecom, Telefonica Movistar-, e Digicel.
Tutte queste società forniscono reti 3G in El Salvador, TV via cavo, Internet e roaming internazionale. San Salvador è anche la sede della televisione nazionale, che comprendono i canali 2, 4, 6-By TCS, 8-Agape, 10-Canal de El Salvador, 12 (controllata da TV Azteca), 15, 19-Nickelodeon, 21, 23-Star Channel, 27, 33 e 35-VTV, includendo anche un canale d'informazione cattolico e un canale di comunicazione del governo.

### Settore finanziario
San Salvador è la sede di banche come Citibank, Banco Agricola, Banco Promerica, Scotia Bank, Banco Pro-Credit, HSBC, Banca del Messico e Banco Azteca; contrariamente ad altre città, il cuore finanziario di San Salvador non si trova in centro ma in periferia, in particolare nei pressi del settore nord-occidentale della città.

## Infrastrutture e trasporti

### Aeroporti
Il primo aeroporto della città è stato l'aeroporto internazionale di Ilopango, ma nel gennaio 1980 fu sostituito dall'aeroporto internazionale di Comalapa.

### Strade
La città ha la più grande rete di strade e autostrade del Centroamerica

## Amministrazione
San Salvador, da disposizioni costituzionali, è autonomo in materia economica, tecnica e amministrativa (art. 203), ed è governata da un consiglio composto da un sindaco (eletto con voto libero e diretto ogni tre anni con possibilità di essere rieletto), un fiduciario e due o più assessori il cui numero varia in proporzione alla popolazione; il sindaco per il periodo 2021-2021 è Mario Durán.

### Gemellaggi
San Salvador è gemellata con:
- Città del Guatemala
- Managua
- Città del Messico
- San Pedro Sula
- Taipei
- Los Angeles

## Sport
L'Estadio Cuscatlán, con una capacità di oltre 53.000 posti, è lo stadio più grande e importante dell'America Centrale e dei Caraibi: fu costruito nel diritto primi anni 1980, prima dell'inizio della guerra civile e questo evento rallentò la sua modernizzazione per ben 12 anni.
La squadra di calcio più popolare è l'Alianza Fútbol Club, famosa per le sue partite casalinghe in questo stadio e a livello sovranazionale per la vittoria del campionato CONCACAF 1967; il loro soprannome è Los Albos Pachidermos.

## Curiosità
La città di San Salvador è dedicata a Gesù Cristo. Anche lo Stato di cui fa parte, El Salvador, è dedicato a Gesù, anzi, per essere più precisi, è l'unico Stato al mondo il cui nome si riferisce alla persona di Gesù (il Salvatore).